# Bezlitośni ludzie
Bezlitośni ludzie, inny tytuł polski Bezwzględni ludzie, Ludzie bez skrupułów (ang. Ruthless People) – amerykańska komedia z 1986 roku w reżyserii Jima Abrahamsa oraz Davida i Jerry’ego Zuckerów. Zdjęcia kręcono w Los Angeles i Santa Monica.

## Fabuła
Żona biznesmena Sama Stone'a, Barbara, zostaje porwana przez poczciwego handlowca, Kena Kesslera, oraz jego żonę Sandy, zwykłych, porządnych obywateli. Stone jest zadowolony z przebiegu zdarzeń, ponieważ właśnie dojrzewał w nim plan zamordowania znienawidzonej małżonki. Kochanka Stone'a, Carol, wraz ze swoim ograniczonym umysłowo przyjacielem, Earlem, szantażuje Stone'a, który wcześniej wtajemniczył ją w plan morderstwa. Policja zaczyna się interesować Stone'em, jednak plan szantażu nie wypala, z uwagi na kardynalną pomyłkę Earla.

## Obsada
- Danny DeVito – Sam Stone
- Bette Midler – Barbara Stone
- Judge Reinhold – Ken Kessler
- Helen Slater – Sandy Kessler
- Anita Morris – Carol Dodsworth
- Bill Pullman – Earl Mott

## Recenzje
Angielski producent i recenzent, Martyn Auty, stwierdził, że trio Abrahams i Zukerowie sięgnęło w tym obrazie dna swego talentu, a sam film określił mianem pozbawionej krzty sensu parodii thrillera o kidnaperach, w którym autorzy usiłując sklecić przyzwoitą narrację [...] przeliczyli się po prostu z siłami.
Hellmuth Karasek napisał, że takie zgromadzenie odrażających kryminalistów i ohydnych wyrzutków społeczeństwa rzadko można znaleźć w jednym filmie. Według niego trio reżyserów dokonało w swoim filmie rzeczy zadziwiającej: z tych ludzkich szumowin potrafili zrobić komedię. Efekt ten osiągnęli za pomocą prostego triku: czyniąc z nich niezręcznych dyletantów, którym wszystko groteskowo wymyka się z rąk. Wyśmiewanym w filmie celem są kalifornijskie elity, ich pogoń za zyskiem i fizycznym pięknem. Reżyserzy nie cofają się przed licznymi obscenicznymi i niesmacznymi elementami, w tym wyśmiewaniem wad fizycznych bohaterów.